# طب الفضاء والطيران
طب الفضاء (بالإنجليزية: space medicine)‏ هو فرع من الطب الوقائي يتناول دراسة المتغيرات الفسيولوجية والنفسية علي الجسم البشري أثناء الطيران في الفضاء بعد الخروج من الغلاف الجوي للأرض، بينما طب الطيران (بالإنجليزية: aviation medicine) يتناول دراسة تأثير التغيرات في خصائص الغلاف الجوي على الجسم البشري حيث يدرس ظروف العمل المهنية للعاملين المختصين بالطيران للحفاظ على صحتهم والرفع من قدرتهم على العمل وتأمين السلامة الطيران فحوالي 50% من كوارث الطيران سببها الطيار، لهذا يهتم طب الطيران بدراسة أسباب كوارث الطيران المتعلقة بالوضع الصحي والاستعداد المهني والأخطاء المرتكبة لطاقم الطائرة أثناء الطيران، وتأهيل أطباء الطيران لحل المشاكل التي تواجه المسافرين وتقديم التأمين الطبي للطيران العسكري والمدني.

## تاريخ طب الطيران
في عام 1784 بعد مرور سنة على أول رحلة طيران بالمنطاد (البالون) نشأ طب الطيران مهتما بدراسة التأثيرات الفسيولوجية علي ركابه. حيث قام جون جيفريز John Jeffries بدراسة تكوين الهواء من فوق منطاد. وكان الطبيب الفرنسي بول بير قد نشر عام 1878 أول دراسة بعنوان الضغط البارومتري La pression barometrique عن تأثير رحلات الطيران وتغير الضغط الجوي ومكونات الهواء علي صحة الإنسان. وفي عام 1894 صمم الفسيولوجي النمساوي هيرمان فون شروتر Herman Von Schrötter قناع الأكسجين الذي استطاع عالم الأرصاد الجوية أرتر بيرسون الصعود به لارتفاع 9150 متر. نشأ طب الطيران مع ظهور الطيران في أوائل القرن العشرين. ففي عام 1910 أصبح طب الطيران أحد فروع الطب في فرنسا وألمانيا وإنجلترا وإيطاليا وأمريكا. وفي روسيا نشأ بعد قيام الثورة البلشفية عام 1917. وكان الأطباء يهتمون بالكشف الطبي علي المرشحين للتدريب كطيارين. ثم أخذ طب الطيران يتطور ويشمل وسائل الإنقاذ والشروط الصحية والجسمانية والنفسية للمرشحين للدراسة في معاهد الطيران. وتقييم الحالة الصحية والوظيفية لطاقم الطائرة، والتأمين الصحي للطيران. وتقديم الخدمة الإسعافية للطاقم والمسافرين والمساعدات الطبية أثناء الطيران وفي ظروف الإخلاء الجوي للمرضى والمصابين. وتأثير الارتفاعات والسرعات علي الجسم. كما يعني بتجهيزات الطائرات وتغذية الطيارين. واستطاع تيودور ليستر غام 1934 تصميم بدلة مكيفة الضغط الجوي pressurized suit. وفي سنة 1942 صممت أول بدلة ضدالجاذبية anti-gravity suit. ان الطريقة المثلى للتأمين على سلامة الطيران في الارتفاعات تكون باستعمال القمرة المحكمة الانسداد.

## فسيولوجيا الطيران
علي ارتفاع 10 آلاف قدم وحتي 50 ألف قدم يوجد نقص في كمية الأوكسجين في هذه المنطقة وانخفاض في الضغط الجوي، فتظهر علي الشخص أعراض نقصان الأوكسجين (hypoxia) وأعراض انخفاض الضغط الجوي.وعلي ارتفاع 50 ألف قدم وحتي 633 ألف قدم لايمكن للإنسان أن يعيش حتى لو تنفس 100% أوكسجين، ولابد له أن يرتدي ملابس الفضاء المجهزة، ليتحمل الانخفاض في الضغط الجوي الانخفاض الكبير في درجة الحرارة، ونقص الأوكسجين في هذه الارتفاعات. فراكب الطائرة لو فشلت الأجهزة في ضبط الضغط الجوي داخل الطائرة يتعرض لنقص الأكسجين في الحويصلات الهوائية والأنسجة حينما يصبح علي ارتفاعات عالية.. وعندما نصل إلى ارتفاعات 40 ألف قدم فإن الضغط الجوي للأوكسيجين يهبط بسرعة إلى مستوى يشكل خطورة على الحياة. والارتفاع الحرج هو الارتفاع الذي يصل فيه الضغط الجوي إلى 87مم/زئبق. وعادة ما يكون علي ارتفاع 50 ألف قدم. فظاهرة نقص الأوكسيجين تتعلق بالضغط الجوي، والارتفاع، ونسبة تركيز الأوكسيجين في الدم.. فعلي ارتفاع 10 آلاف قدم إلي 16 ألف قدم من مستوي سطح البحر لاتوجد أعراض ظاهرة لنقص الأوكسجين ولاتتأثر الرؤية بالنهار. ويعمل الجسم على عدم ظهور أعراض نقص الأوكسجين، إلا إذا طالت مدة التعرض له أو يذل مجهود شاق فيزدادة التنفس عدداً وعمقاً، ويزيد النبض ويرتفع ضغط الدم وسرعة الدورة الدموية. ولو زاد الارتفاع حتي يبلغ 25 الف قدم. فيعاني الشخص من نقص الأكسجين الحاد وبعد هذا الارتفاع يفقد المرء الوعي تماما. بسبب الخلل التام في الجهاز العصبي.و نتيجة لانخفاض الضغط الجوي
تمدد حجم الغازات في جسم الإنسان عند تعرضه لانخفاض الضغط الجوي في الارتفاعات العالية. فتتمدد هذه الغازات المحبوسة في تجاويف الجسم. أو تتصاعد الغازات الذائبة في خلايا الجسم على هيئة فقاعات من غاز النيتروجين لانخفاض الضغط الجوي. فإذا زاد حجم الغازات الموجودة داخل المعدة فإنها تتمدد وتضغط على الرئتين فشعر لمرء بضيق في التنفس.وآلام شديدة بالبطن. وتتمدد الغازات في الرئتين عند الارتفاع ويزداد حجمها وتخرج مع الزفير. لكن لو كتم المرء نفسه أثناء الارتفاع المفاجئ فإن أنسجة الرئتين تصاب بالتهتك وتتمزق بسبب ضغط الغازات وتمددها السريع. مما تحدث آلاما بالأسنان والضروس والأذن الوسطى والجيوب الأنفية بسبب زيادة حجم هذه الغازات. وهذه الحالة قد تحدث أيضا للغواصين عندما يصعدون من الأعماق حيث الضغط العالي فجأة للسطح لضغط أقل. وظهور فقاعات النيتروجين تسبب آلاما شديدة بالمفاصل والاختناق. ونتيجة تصاعد فقاعات «النيتروجين» من أنسجة الرئتين حول الشعيرات الدموية وداخلها. فينتاب المرء سعال جاف مؤلم، وآلام في التنفس العميق. وتحت الجلد تظهر الفقاعات وتسبب حساسية.وتتأثر الرؤية وقد يجدث شلل جزئي أو كلي. ويشعر الشخص بصداع، وإغماء، وصدمة عصبية، وزرقة في الجسم، تؤدي إلى الوفاة.لهذا نجد فيسيولوجياً الطيران بالارتفاعات وهبوط الضغط وسرعات الطائرة، وهزاتها والضجيج الذي تحدثه.
وعدم إحكام سد المقصورة يؤدي إلى هبوط الضغط، ولو حدث أي تسرب فجائي بها يسبب الهبوط المفاجئ للضغط ونقص حاد في الأكسجين بها.وفي الإقلاع السريع لأعلي تترك الغازات الأنسجة وعلي ارتفاع 19 كم تبدأالفقاعات الغازية بالظهور تحت الجلد. لهذا لحماية ى الطيارين من قلة الضغط والأكسجين يرتدون بدلة خاصة للحماية في الارتفاعات والفضاء
وتسبب المحركات ضجيجا يؤثر علي السمع. فتعزل المقصورة عن الصوت ويرتدي الطيار والركاب واقيات من الضجيج. كما أن الطائرات تتعرض للاهتزازات لهذ تبطن الطائرة وارضيتها بمواد ماصة للاهتزازات التي تؤثر بتردداتها علي الجسم واليدين والقدمين

## التسارع
يعني طب الطيران بالتأثيرات علي البشر نتيجة السرعة العالية والارتفاعات الشاهقة ويشمل أيضا تأثير عوامل تسارع acceleration أو تباطؤ deceleration المركبة أو الطائرة والضغط الجوي وانعدام الضغط Decompression. والسرعة العالية لاتسبب أعراضا ضارة لكن الخطر يكمن في قوي التسارع أو التباطؤ وهذا يعبر عنه بمضاعفات قوة الجاذبية الأرضية عند مستوي سطح البحرأوالأرض. فالبدلة للحماية ضد الجاذبية. لأنها تمد الجسم والساقين وتمنع تجمع الدم بهم وتسند الرأس جيدا أثناء التباطؤ الشديد للسرعة لتحاشي تورم الجيوب الأنفية والصداع الشديد. وأثناء الطيران هناك حاجة مستمرة للأكسجين رغم أن الأكسجين المخزون بالجسم يوجد في مجري الدم والعضلات يمكن أن تعمل مؤقتا بدون أكسجين لكن المواد السامة التي تنتجها تحد من نشاطها. وأول ما يتاثر بنقص الأكسجين العين والمخ. فالجو المحيط به 21% أكسجين في مستوي سطح البحر وتحت الضغط الجوي العادي. والارتفاع لحد 15 ألف قدم كافيا لاستمرارية الحياة للإنسان. وفوق هذا الارتفاع لابد للهواء الجوي أن يكون مضغوطا صناعيا ليفي بحاجة الإنسان للتنفس. فالطائرات الحربية التي ترتفع مجهزة بمعدات الأكسجين، لأن الطيار العسكري محتاج له طول الوقت عندما يصعد فوق10 آلاف قدم. فالكابينة تكون مكيفة بالضغط.والطياريرتدي بدلة للحفاظ علي الضغط وتمده بالأكسجين ليستطيع الطيران فوق 55 ألف قدم.
والطائرة المدنية التجارية لها نظام أكسجين خاص بها وكابينات مجهزة بالضغط لتجعلها كأنها علي ارتفاع 6000 قدم ولو أنها في الأصل علي ارتفاع 22000 قدم قد يشعر المسافر بالطائرة بألم في الجبهة أو الوجنتين وقد يصاب بزكام ويشعر بصداع أثناء إقلاعها أو هبوطها. ونجد الجيوب الأنفية (PARANASAL SINUSES) هي ثمانية جيوب عبارة عن تجاويف مملوءة بالهواء داخل جمجمة الإنسان مبطنة من الداخل بأغشية مخاطية مشابهة للأغشية الموجودة داخل الأنف. وتعمل علي تحسين الصوت وإعطائه رنينا. ولها فتحات لتتم تهويه الجيوب الأنفية ومعادلة الضغط داخلها مع الضغط الخارجي. وعند الارتفاع في الجو يتمدد الهواء داخل الجيوب الأنفية فيصبح الضغط داخلها أكبر من الضغط الخارجي فيخرج الهواء من الفتحات التي تربط الأنف بالجيوب الأنفية. وعند الهبوط يحدث العكس حيث ينكمش الهواء ويصبح الضغط داخل الجيوب اقل من الضغط الجوي فيدخل الهواء للجيوب عن طريق الفتحات ذاتها.
ففي حالة الزكام أو حساسية الأنف فإن الأغشية المخاطية تحتقن وتنتفخ وهذا يؤدي إلى تضييق أو إغلاق الفتحة التي تربط الجيوب بالأنف فتؤدي إلى بالتهابها الجيوب والشعور بألم بالوجه والجبهة والأسنان وقمة الرأس وشدة الألم تتفاوت من ألم بسيط إلى شديد وذلك حسب صعوبة عملية مرور الهواء بالجيوب الأنفية.فعند الإقلاع يتمدد الهواء ولا يجد منفذا للخروج، فيسبب ضغطا شديدا على جدران الجيب الأنفي المصاب فيشعر الشخص بألم شديد. وعند الهبوط فإن الهواء ينكمش ويصبح الضغط خارج الجيب الأنفي أكبر بكثير من الضغط داخل الجيب فيعاني الشخص من آلم شديد بالوجه والأسنان. ولو كان يوجد اعوجاج بالحاجز الأنفي أو زوائد لحمية، فيعاني من زيادة الإفرازات من الأنف. وقد يصاب بالنزيف به. فيستعمل المسافر الذي يعاني من احتقان الأنف نقط انفية مزيلة للاحتقان قبل الإقلاع بنصف ساعة ويتناول أقراص مضادة للحساسية لمنع الاحتقان. ومريض القلب الذي لايستطيع المشي لمسافة 50 مترا أو صعود 12 درجة سلم لاينصح بالسفر بالطائرة نهائيا. لأن معدل الإصابة بالذبحة الصدرية بالجو ضعف نسبة الإصابة بها علي الأرض.

## بدلة الفضاء
لاكتشاف أو العمل في الفضاء، لابد وأن الإنسان بحمل بيئته معه لأنه لايوجد ضغط جوي ولا أكسجين للحياة هناك. وداخل المركبة الفضائية يمكن ضبط الضغط الجوي.لهذا لانحتاج لارتدء خاص. لكن عند الخروج من المركبة للفضاء هذا يتطلب بدلة خاصة للحماية والوقاية.
والغلاف الجوي المحيط بالأرض وحتي ارتفاع 75 ميل من مستوي سطح البحر يتكون من 21% أكسجين و78% نيتروجين و 1% غازات أخرى وبعد هذا الارتفاع يبدأ الفضاء الخارجي. فعلي ارتفاع 18000 قدم تصبح كثافة الجو المحيط نصف كثافته فوق الأرض. وبعد 40000قدم يصبح الغلاف الجوي رقيقا به أكسجين قليل مما يتطلب من الشخص الطائر ارتداء قناع الأكسجين وعلي ارتفاع 63000قدم ى بد ان يرتدي الإنسان بدلة الفضاء لتمده بالأكسجين وتحافط علي الضغط الجوي حول جسمه لتظل سوائل الجسم في حالة سائلة لأن الضغط الجوي في هذا الارتفاع غير كاف للحفاظ علي هذه السوائل من الغليان وتكوين فقاعات من النيتروجين المذاب في سوائل الجسم.
و من المشاكل التي يتعرض لها رائد الفضاء عند السير في الفضاء الخارجي كما حدث في الخروج من محطة الفضاء الدولية أو النزول والسيرعلي سطح القمر أو أي عالم يلا ضغط جوي أو ذات ضغط جوي منخفض جدا. فلو لم يرتد بدلة فضاء spacesuit سيغمي عليه في 15ثانية لعدم وجود الأكسجين. وسيغلي الدم ويتجمد لعدم وجود ضغط جوي. وتتمدد الأنسجة الداخلية كالقلب والجلد سوف لغليان سوائل الجسم.لأنه سيتعرض لدرجة حرارة تصل 100 - 120 درجة مئوية. ولأنواع مختلفة من الإشعاعات كالأشعة الكونية وجسيمات الرياح الشمسية المشحونة.
فبدلة رائد الفضاء تكلف مليون دولار لتحمي رائد الفضاء من هذه الأخطار لأنها:
- تحقق ضغط جوي.
- تمد الرائد بالأكسجبن. وتتخلص من ثاني أكسيد الكربون.
- مكيفة الحرارة لتكون جوا ملائما حتي لو تعرض الرواد للشمس أثناء الخروج من المركبة
- تحمي الرائد من الإشعاعات الضارة.
- تمكنه من الرؤية جيدا وبوضوح.
- تسمح بتحريك جسمه بسهولة داخلها والدوران حول المركبة من الخارج.
- تمكنه من التحدث مع زملائه والمحطات الأرضية.
فهذه البدلة توفر لرائد الفضاء البيئة والحماية التي يجدها داخل المركبة الفضائية أو فوق الأرض لو خرج من المركبة للفضاء المترامي.
والبدلة تتكون من طبقة لها قدرة كبيرة علي امتصاص البول الذي يخرجه رائد الفضاء وطبقة بها سائل تبريد وللتهوية والتخلص من الحرارة الزا ئدة التي تنتج نتيجة السير في الفضاء وزمزمية للشرب واسطوانة ثانية بها أكسجين إحتاطي.
وفي عصر مكوك الفضاء للرواد ملابسهم المختلفة حسب المهمة التي قومون بها بالفضاء.فعند الصعود أو العودة كل فرد من الطقم يرتدي أجهزة خاصة عبارة عن بدلة ضغط ومعه مظلة مشدودة ومطوية. والبدلة بها أكياس تملا بالأكسجين تنتفخ تلقائيا لو انخفض الضغد الجوي داخل كابينة المكوك ويمكن نفخها يدويا أثناء دخول جو الأرض فبدون ضغط البدلة علي الجسم والساقين فان الدم سيتجمع في الجزء السفلي من الجسم سسس ليغمي علي الشخص لأن المركبة عائدة من جاذبة متدنية جدا microgravity إلي جاذبية الأرض Earth's gravity. ويمكن لرائد الفضاء أن يعيض 24 ساعة لو خرج من المكوك فوق الماء.سسس
وبسبب النقص الحاد في الأكسجين بالارتفاعات العليا حيث يترقرق الهواء مما يسبب حالة عوز في الأكسجين oxygen hunger مما تسببإثارة للجهاز العصبي يفقد الوعي ويزيد من سرعة التنفس والنبض. ولو طال النقص في الأكسجين يتلف المخ.وبسبب تخلخل الهواءوانخفاض الضغط الجوي في الارتفاعات العليا فوق 30 ألف قدم. فإن أنسجة الجسم لاتستطيع الاحتفاظ بغاز النيتروجين في السوائل بها. فتخرج كفقاعات وتمزق الخلايا الدهنية وقد تدخل مجري الدم وتعمل جلطة emboli في الأوعية الدموية وهذه الحالة تعرف طبيا بانسداد وعاء دموي
Aeroembolism
حيث تسبب الشلل أو تقلص الأعصاب والشعور بالألم في المفاصل الكبيرة نتيجة لضغط الغازات علي الأوتار tendons والأعصاب nerves مع تقلص الوعاء الدموي.

## طب الفضاء
يعني طب الفضاء بدراسة العوامل التي تؤثر علي رواد الفضاء أثناء الطيران خارج الجو المحيط بالأرض، مع الوضع في الاعتبار انعدام الوزن وزيادة الإشعاعات. وكان أول دراسة للعمل بالفضاء كان في ألمانيا عام 1940. وبدأ ت أمريكا الاتحاد السوفيتي قد أخذا يجرون تجاربهما علي الحيوانات منذ عام 1948. وفي سنة 1957 وضع الاتحاد السوفيتي كلبا ليدور حول الأرض وأعقبته أمريكا بعام بوضع قرد في مركبة فضائية . وهذه التجارب بينت أن خطر الفضاء قليل. وهذا أكده السوفيتي يوري جاجارين أول رائد فضاء قام برحلته التاريخية الشهيرة حول الأرض في أبريل عام 1961 ؛ وكان عمره وقتها 25 عاما. وأعقبته أمريكا بنزول أول إنسان فوق القمر ضمن السباق المحموم لغزو الفضاء في الستينيات من القرن الماضي . وفي عام 1980 أخذ رواد الفضاء السوفيت يقضون أطول وقت في فضاء خال من الجاذبية وانعدام الوزن ويكتسبون خبرة في ذلك المجال.
وكان ثمة تأثيرات جادة قد لوحظت في السنوات الأولي من رحلات الطيران إلى الفضاء بأن عزل رواد الفضاء لمدة 21 يوما بعد عودتهم من القمر قد الغي منذ مهمة أبولو للقمر لعدم ثبوت وجود عدوي به. وكان القلب يصور بانتظام ويرسم نبضاته وتسجل حرارة الجسم والضغط الدموي والتنفس. وكان هناك تغير ما في الهورمونات وكمية الأملاح بالدم. وكان الطعام يعصر بالفم وكان الرواد مجهزين بجهاز خاص لجمع السوائل والفضلات الصلبة. وكان فقدان الإحساس بدورة الوقت في الفضاء وعدم الإحساس به كان الرواد يعملون حسب التوقيت الأرضي. كما يتأثر رواد الفضاء نفسيا لوجود مجموعة منهم متواصلا بالفضاء في حيز ضيق يقل من حركتهم . بالإضافة إلى ضعف العضلات وتمرينها حتى تقوى وما يحدث لهم من لين في العظام بسبب انعدام الجاذبية.
ودائما ما تتجنب رحلات الفضاء أوقات توهجات الشمس solar flares حيث تبث أشعة جاما النفاذة الخطيرة. ولطول العيش في انعدام الجاذبية يفقد بعض القوة العضلية والكتلة العظمية. فالجاذبية ضرورة للنمو وقدرة الجسم على الحركة . ففي عام 1984 كانت رحلة محطة ساليوت الفضائية مما كانت المركبة التي كان عليها 3 رواد فضاء ظلوا 237 يوم هناك. ووجد انهم عانوا من ضمور في بعض عضلاتهم ولا سيما القلب. حتي الدم نفسه وجد أنه تأثر بانخفاض في عدد خلايا الدم الحمراء التي تحمل الأكسجين. وهذه المتغيرات درست بواسطة مكوك الفضاء تشالنجر عام 1985 في إجراء تجارب علي 24 فأ. ر وقردين أرسلوا قبل المهمة فعلاوة علي انخفاض القوة العضلية والكتلة العظمية وجد أن هرمون النمو انخفض معدل افرازه بعد الرحلة الفضائية. وهذه المعطيات توضع في الحسبان عند التخطيط لرحلة فضائية حاليا. فيجدول للرواد تمرينات رياضية منتظمة ويستبدلون بانتظام لهذا السبب. فلا يعيشون لما لانهاية في انعدام الوزن.